# Belgian Business Television
Belgian Business Television (BBT) is een Belgische mediaonderneming.

## Historiek
Het mediabedrijf werd op 10 november 1997 opgericht onder de naam Vlaamse Business Televisie (VBT) door de Roularta Media Group en Uitgeversbedrijf Tijd. Op 1 februari 1999 werd de zakenzender Kanaal Z gelanceerd en op 15 mei 2000 werd gestart met de Franstalige tegenhanger Canal Z. In 2001 werd in samenwerking met Holland Media Group gestart met RTL Z.
In 2002 kwam het bedrijf in moeilijkheden nadat een verlies van € 4,7 miljoen werd gemaakt. De Tijd kondigde hierop aan zich te willen terugtrekken uit de onderneming. BBT werd tot eindelijk gered nadat Euronext en 18 beursgenoteerde bedrijven bereid werden gevonden te investeren in de onderneming. Het betrof onder meer Agfa-Gevaert, Barco, Bekaert, Deceuninck, La Floridienne, Kinepolis, Lotus Bakeries, Omega Pharma, Ontex, Picanol, Punch International, Real Software, Recticel, Resilux, Spector, Solvay, SCF Invest en UCB. Daarnaast werd er een structurele samenwerkingen aangegaan met Belgacom en de Mercator Group.
In 2003 verminderde De Tijd zijn aandeel van 50% naar 25%.